# يوروليثين أ
يوروليثين-أ  Urolithin A هو مركب مستقلب ناتج عن تحول الإيلاجيتانين بواسطة بكتيريا الأمعاء.  إنه ينتمي إلى فئة المركبات العضوية المعروفة باسم  بنزوكومارين أو ديبنزو-ألفا- بيرون . سلائفها – الأحماض الإيلاجيك والإيلاجيتانين – موجودة في كل مكان في الطبيعة ، بما في ذلك النباتات الصالحة للأكل ، مثل الرمان والفراولة والتوت والجوز وغيرها. 
من غير المعروف وجود اليوروليثين  في أي مصدر غذائي. يعتمد التوافر البيولوجي له في الغالب على تكوين الكائنات الحية الدقيقة  لبعض الأشخاص  ، حيث أن بعض البكتيريا فقط هي القادرة على تحويل الإيلاغيتانين إلى يوروليثينات. 

## الكيمياء
ينتمي يوروليثين-أ  إلى فئة المركبات العضوية المعروفة باسم بنزو-كومارين أو ديبنزو-ألفا- بيرونات . هذه هي مركبات عطرية متعددة الحلقات تحتوي على جزء  بنزوبيران-1 مع مجموعة كيتون مرتبطة بذرة الكربون C2 .

## الكيمياء الحيوية والتمثيل الغذائي
تعتبر ثمار الرمان أو الجوز أو التوت مصادر الإيلاغيتانين .    تتحللالإيلاغيتانينات  في القناة الهضمية لإطلاق حمض الإيلاجيك ، والذي تتم معالجته أيضًا بواسطة البكتيريا المعوية فتنتج  يوروليثينات  عن طريق  فقدان أحد اللاكتونات الخاصة به وعن طريق الإزالة المتتالية لمجموعات الهيدروكسيل . 
في حين أظهرت الدراسات أن غوردونيباكتر يوروليثينفاسين   و غوردونيباكتر باميلايا
يلعبان دورًا في تحويل الأحماض الإيلاجيك والإيلاجيتانين إلى يوروليثين-أ  ، فإن الكائنات الحية الدقيقة المسؤولة عن التحول الكامل إلى يوروليثينات النهائي لا تزال غير معروفة.  تختلف كفاءة تحويل الإيلاغيتانين إلى يوروليثين أ بشكل كبير في البشر ، وبعض الأفراد لا يظهرون أي تحول. 
عندما يتم توليفه   وامتصاصه في الأمعاء ، يدخل اليوروليثين-أ إلى الدورة الدموية الجهازية حيث يصبح متاحًا للأنسجة في جميع أنحاء الجسم ، حيث يتعرض لمزيد من التحولات الكيميائية (بما في ذلك الجلوكورونيد أو المثيلة أو الكبريت أو مزيج منها) داخل الخلايا المعوية و خلايا الكبد .  يتم إطلاق يوروليثين-أ ومشتقاته - جلوكورينايد  يوروليثين-أ   و  كبريتات يوروليثين-أ   -   في الدورة الدموية  قبل إفرازه في البول. 

## الأمان
لم تحدد الدراسات التي أجريت في الجسم الحي أي سمية أو آثار ضائرة محددة بعد تناول نظام غذائي يحتوي على يوروليثين -أ  ، كما أشارت دراسات السلامة على البشر المسنين إلى أن اليوروليثين-أ جيد التحمل.  في عام 2018 ، أدرجت إدارة الغذاء والدواء الأمريكية يوروليثين-أ كمكون آمن في الغذاء أو في منتجات المكملات الغذائية التي تحتوي على محتوى يتراوح بين 250 مليجرام  إلى جرام واحد لكل وجبة.